# Jiahu

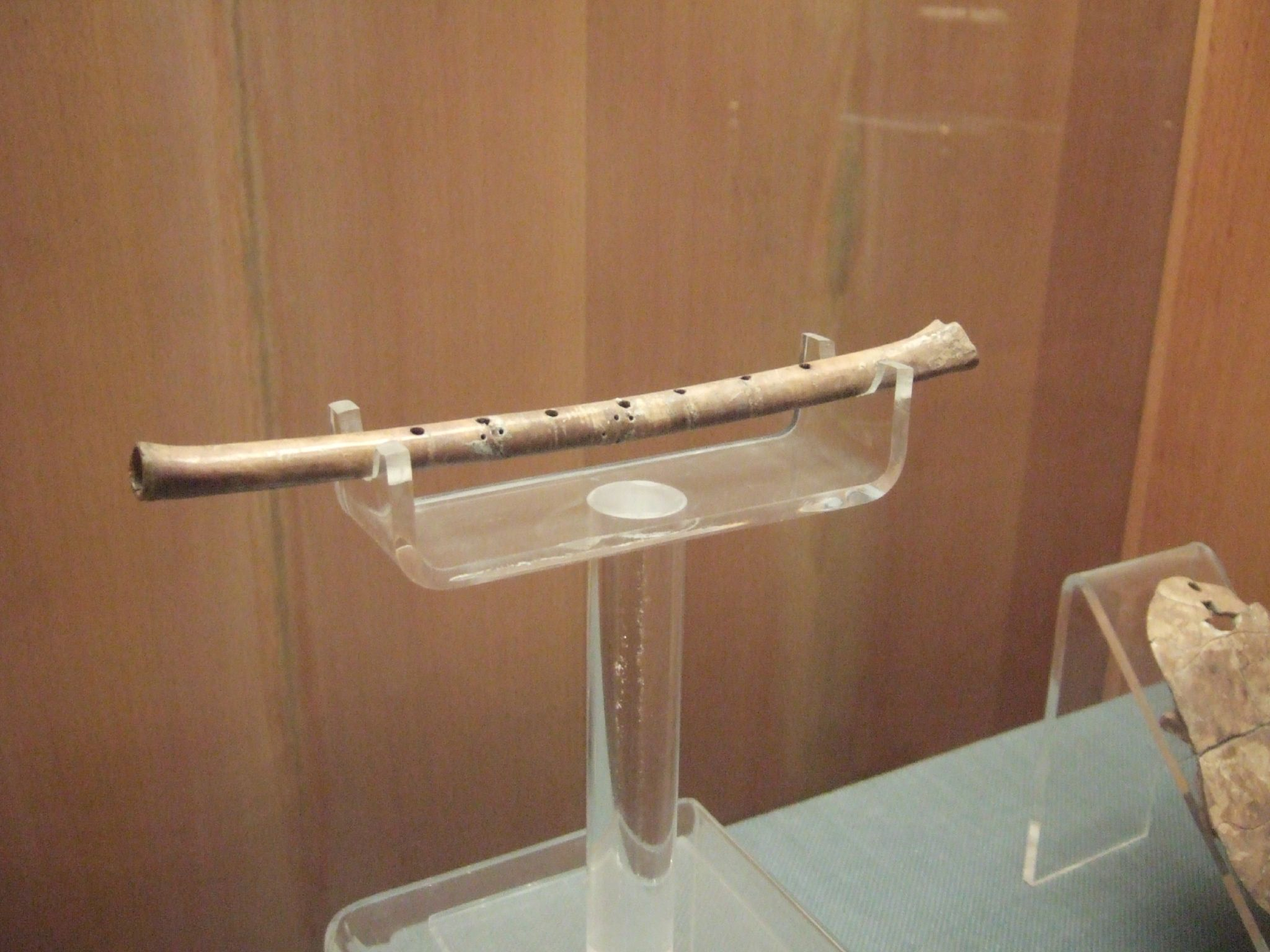
Gudi Flöte gefunden in Jiahu, im Henan-Museum

Beispiele der Jiahu-Schrift

Jiahu (chinesisch 賈湖 / 贾湖, Pinyin Jiǎhú – „Jia-See“) war eine neolithische Siedlung am Gelben Fluss in den zentralen Ebenen des alten China, heute Wuyang, Provinz Henan. Die Fundstätte ist eines der frühesten Beispiele für die Peiligang-Kultur. Besiedelt war sie von 7000 bis 5800 v. Chr., danach wurde sie verlassen und später überflutet. Jiahu war umgeben von einem Wassergraben und bedeckte eine Fläche von 55000 Quadratmetern. Entdeckt wurde sie von Zhu Zhi im Jahr 1962, Ausgrabungen fanden aber erst viel später statt. Der Großteil der Fundstätte ist noch nicht ausgegraben worden.
Archäologen haben Jiahu in drei Phasen gegliedert. Die älteste Phase reicht von 7000 bis 6600 v. Chr., die mittlere Phase von 6600 bis 6200 v. Chr. und die letzte Phase von 6200 bis 5800 v. Chr. Die letzten beiden Phasen gehören zur Peiligang-Kultur, während die früheste Phase einzigartig  ist in Jiahu.
Die Einwohner von Jiahu kultivierten Fuchsschwanzhirse und Reis. Während der Hirseanbau üblich war, ist der Reis-Anbau in Jiahu einzigartig. Dieser Reisanbau ist eine der frühesten gefundenen und der nördlichste in einem so frühen Stadium in der Geschichte.
Mehr als 300 Gräber, mit Grabbeigaben, wurden ausgegraben. Diese Beigaben reichen von Keramik bis zu Schildkröten und Muscheln. Eines der wichtigsten waren spielbare tonale Flöten. Sie wurde von Flügelknochen des Mandschurenkranichs hergestellt. Die älteste Phase in Jiahu enthält nur zwei Flöten, eine dreitönige und eine pentatonische. Die mittlere Phase enthält mehrere Flöten, darunter ein interessantes Paar hexatonischer Flöten. Eine der Flöten war gebrochen, und die andere Flöte scheint eine Nachbildung der ersten zu sein. Die zweite Phase zeugt von Verfeinerungen um die Tonhöhe anzupassen. Eine Erfindung der letzten Phase waren die heptatonischen Flöten.
In Jiahu wurden einige der ältesten Töpfereien in der Jungsteinzeit Chinas gefunden. Wissenschaftler von der University of Pennsylvania stellten unter Anwendung der chemischen Analytik bei den Gefäßen, Beweise für Alkohol aus fermentiertem Reis, Honig und Weißdorn, fest.
In Jiahu identifizierten Archäologen elf Zeichen der Jiahu-Schrift, neun auf Schildkrötenpanzern und zwei auf Knochen, die Beweise für eine frühe Schriftform oder Vorform sind. Die gehören zu den mittleren Phasen. Einige der Markierungen sind den  späteren chinesischen Schriftzeichen sehr ähnlich: Das Zeichen für Auge (目) und Sonne (日).
Die Jiahu-Stätte (chinesisch 賈湖遺址 / 贾湖遗址, Pinyin Jiǎhú Yízhǐ) in Wuyang steht seit 2001 auf der Liste der Denkmäler der Volksrepublik China (5-65).